# Митар Мрдић
Митар Мрдић (Требиње, 7. фебруара 1984) јесте босанскохерцеговачки и српски џудиста. Тренира у клубу Леотар у Требињу.

## Каријера
Митар Мрдић се такмичи од 2001. године.
У европском сениорском купу се од 2008. године такмичи у лакој категорији (73 kg). Најбољи успех је постигао 2015. године када је стекао титулу шампиона на Европском купу за сениоре у Сарајеву. Две претходне године је на истом такмичењу освојио друго место. 
| Година | Турнир                  | Место | Категорија |
| ------ | ----------------------- | ----- | ---------- |
| 2003   | Европски куп за јуниоре | 3     | (66 kg)    |
| 2003   | Европски куп за јуниоре | 1     | (66 kg)    |
| 2008   | Европски куп за сениоре | 7     | (73 kg)    |
| 2011   | Европски куп за сениоре | 2     | (73 kg)    |
| 2013   | Европски куп за сениоре | 3     | (73 kg)    |
| 2013   | Европски куп за сениоре | 2     | (73 kg)    |
| 2014   | Европски куп за сениоре | 2     | (73 kg)    |
| 2015   | Европски куп за сениоре | 1     | (73 kg)    |

Титулу шампиона је претходних година понео и на Балканском првенству за сениоре - 2015. године на Балканском првенству у Софији у категорији 81 kg и 2014. године у Требињу у категорији 73 kg.
Године 2015. је победио и на државном првенству Босне и Херцеговине.
Проглашен је за најуспјешнијег сениора џудисту у Босни и Херцеговини у 2015. години. Исте године је проглашен и за најбољег спортисту Требиња.